# Montana carpetana
Montana carpetana är en insektsart som först beskrevs av Bolívar, I. 1887.  Montana carpetana ingår i släktet Montana och familjen vårtbitare. Inga underarter finns listade i Catalogue of Life.